# Ewert Camitz
Ewert Ludwig Camitz (i riksdagen kallad Camitz i Sala), född 22 juni 1855 i Nysund, död 27 september 1920 i Sala, var en svensk disponent och politiker (liberal). 

## Biografi
Ewert Camitz var son till Conrad Ludvig Camitz och Eriana Charlotta Gyllenspetz, dotter till Johan Gyllenspetz och Metta Eriana von Mentzer. Han hade sin huvudsakliga karriär inom järnvägssektorn, där han var stationsskrivare vid Statens Järnvägar 1873–1876 samt 1884–1907 och däremellan bokhållare vid Stockholm-Västerås-Bergslagens järnvägars AB 1876–1884. År 1907 utsågs han till förste stationsskrivare vid SJ. Han var även disponent vid Sala tegelbruk och vd för Sala elektricitetsverk.
Han var riksdagsledamot i andra kammaren för Arboga och Sala valkrets 1906–1911. Som kandidat för frisinnade landsföreningen tillhörde han dess riksdagsparti liberala samlingspartiet. I riksdagen engagerade han sig inte minst för villkoren för järnvägsanställda.
Sten Camitz var son till Ewert Camitz.